# Војнић Сињски
Војнић Сињски је насељено место у саставу града Триља, Сплитско-далматинска жупанија, Република Хрватска.

## Историја
До територијалне реорганизације у Хрватској налазио се у саставу старе општине Сињ.

## Становништво
На попису становништва 2011. године, Војнић Сињски је имао 577 становника.
| Број становника по пописима | Број становника по пописима | Број становника по пописима | Број становника по пописима | Број становника по пописима | Број становника по пописима | Број становника по пописима | Број становника по пописима | Број становника по пописима | Број становника по пописима | Број становника по пописима | Број становника по пописима | Број становника по пописима | Број становника по пописима | Број становника по пописима | Број становника по пописима |
| --------------------------- | --------------------------- | --------------------------- | --------------------------- | --------------------------- | --------------------------- | --------------------------- | --------------------------- | --------------------------- | --------------------------- | --------------------------- | --------------------------- | --------------------------- | --------------------------- | --------------------------- | --------------------------- |
| 1857                        | 1869                        | 1880                        | 1890                        | 1900                        | 1910                        | 1921                        | 1931                        | 1948                        | 1953                        | 1961                        | 1971                        | 1981                        | 1991                        | 2001                        | 2011                        |
| 426                         | 471                         | 482                         | 537                         | 643                         | 617                         | 660                         | 742                         | 723                         | 802                         | 811                         | 738                         | 744                         | 685                         | 579                         | 577                         |

Напомена: До 1931. исказивано под именом Војнић.

### Попис1991.
На попису становништва 1991. године, насељено место Војнић Сињски је имало 685 становника, следећег националног састава:
| Попис 1991.‍ | Попис 1991.‍ | Попис 1991.‍ | Попис 1991.‍ | Попис 1991.‍ |
| ----------- | ----------- | ----------- | ----------- | ----------- |
|             |             |             |             |             |
| Хрвати      | Хрвати      |             | 664         | 96,93%      |
| Југословени | Југословени |             | 1           | 0,14%       |
| Немци       | Немци       |             | 1           | 0,14%       |
| Словенци    | Словенци    |             | 1           | 0,14%       |
| непознато   | непознато   |             | 18          | 2,62%       |
| укупно: 685 |             |             |             |             |